# 김환균
김환균(金煥均, 1961년 ~ )은 대한민국의 연출가 겸 언론인이다. 

## 생애 및 경력
서울대학교 독어독문학과를 졸업하고 1987년 11월 MBC에 시사교양 PD로 입사했다.
2001년 전국언론노동조합 MBC본부 사무처장을 역임하고 2008년 MBC 시사교양국 3CP 차장을 거쳐 2008년 7월 MBC 시사교양국 4CP를 맡았고, 2014년 11월 MBC 경인지사 성남용인총국에서 근무했다. 이후 2017년 12월에 다시 MBC 시사교양국에 복귀, 2021년까지 근무했다.
<인간시대>, <PD수첩>, <MBC 스페셜>, <이제는 말할 수 있다>, <MBC 특별 생방송>, <휴먼다큐멘터리 사랑 2008> 등 MBC의 주요 시사 교양 프로그램을 연출했다. 또한 前 아나운서 문지애와 함께 <PD수첩>의 진행을 맡았으며. <PD수첩>과 <이제는 말할 수 있다>의 책임프로듀서를 역임했다.
2000년 <이제는 말할 수 있다>에서 연출한 '민족일보와 조용수' 방송으로 앰네스티언론상을 수상했고, 2006년 9월부터 1년 간 제20대 한국방송프로듀서연합회 회장을 맡았다. 이후 2015년 2월부터 2019년 2월까지 전국언론노동조합 위원장(제 8대, 제 9대)을 역임했다.
2021년 대전문화방송 대표이사 사장으로 취임, 2024년까지 재직했다.

## 가족 관계
- 배우자 : 김보미
  - 아들 : 김솔마
    - 며느리 : 김수빈